# (2819) Ensor
(2819) Ensor es un asteroide perteneciente al cinturón de asteroides, descubierto el 20 de octubre de 1933 por Eugène Joseph Delporte desde el Real Observatorio de Bélgica, Uccle.

## Designación y nombre
Designado provisionalmente como 1933 UR. Fue nombrado Ensor en honor al pintor belga James Ensor.